# Кокоржин
Кокоржин (чеш. Hrad Kokořín) — замок, расположенный в 14 километрах к северо-востоку от города Мельник (Чехия). Был построен в первой половине XIV века, затем в значительной степени разрушен во время Гуситских войн и долгое время лежал в развалинах. Отстроен заново в 1911—1918 годах.
В 1426 гуситские войска завоевали и разрушили замок. После этого замок сменил нескольких владельцев и постепенно пришёл в упадок. С 1544 упоминается как брошенный. Судьбу замка усугубило то, что император Фердинанд III причислил его к «проклятым крепостям» и запретил восстанавливать, так как опасался, что выгодно расположенный замок может представлять угрозу его власти. В 1894 году руины купил предприниматель Вацлав Шпачек. Его сын Ян владел Кокоржином до Первой мировой войны и в 1911-1918 годах реконструировал его в неоготическом стиле. Замок был перестроен по проекту архитектора Эдуарда Сохоры, которого консультировали историки Август Седлачек и Ченек Зибрт. В 1951 году замок был национализирован. В 2001 году он стал национальным памятником, а в 2006 году в рамках реституции возвращён Шпачекам.